# 花鳥諷詠
花鳥諷詠（かちょうふうえい）は、高浜虚子 の造語。虚子の俳句理論を代表する根本理念である。

## 概要
「花鳥諷詠」は1928年4月21日の「大阪毎日新聞」の講演会で提唱された。「花鳥」は季題の花鳥風月のことで、「諷詠」は調子を整えて詠う意味である。
一般に「花鳥風月」といえば「自然諷詠」の意味になるが、虚子によれば「春夏秋冬四時の移り変りに依って起る自然界の現象、並にそれに伴ふ人事界の現象を諷詠するの謂（いい）であります」（『虚子句集』）と「人事」も含めている。この「花鳥諷詠」は「ホトトギス」（俳誌）の理念であるが、それまで主張していた「客観写生」との関係は必ずしも明らかではない。虚子は終生この主張を変えることなく繰り返したが、理論的な展開は示さなかった。
虚子の後継者である孫・稲畑汀子は「虚子が人事界の現象をも花鳥（自然）に含めたことは重要であるが、その事は案外知られていない。それは「人間もまた造化の一つである」という日本の伝統的な思想、詩歌の伝統に基づくものであった。アンチ花鳥諷詠論の多くは、この点を理解せず、自然と人間、主観と客観などの二項対立的な西洋形而上学に基づいているため、主張が噛み合っていないように思われる」（「俳文学大辞典」）という。つまり、「花鳥諷詠」は花鳥風月と分けて考える必要があり、人間の営みを含めた森羅万象を詠む概念であって、虚子としては「有季」という意味で「花鳥諷詠」という語を説いたと思われる。虚子自身「明易や花鳥諷詠南無阿弥陀」（1954年）の句を残しているように、花鳥諷詠は「表題」と考えればわかりやすい。

## 問題点
「花鳥諷詠」が「花鳥風月に留まらず人事を含める、人事は自然に含まれる」という概念は誤解され、「花鳥に人間が含まれていないから花鳥諷詠は人間境涯や社会的な句と相いれない」ないし「花鳥諷詠は自然を愛でるだけの概念」という主張が俳壇で散見される。そのため、正岡子規から虚子に引き継がれた写生（あるいは「客観写生」）を肯定する俳人も、「花鳥諷詠」には批判的な立場を取るものが多い。「「花鳥諷詠」は「ホトトギス」派と、その一統の日本伝統俳句協会にしか通用しない理念」とする俳人もいる。ホトトギスが主張するように、花鳥諷詠を人間の営みを含めた森羅万象を詠む概念とすれば、客観写生、主観写生、他の技法も花鳥諷詠のための手段にすぎない。
水原秋櫻子は「花鳥諷詠」が、人事界を含めるというのならなにも花鳥諷詠という必要はない、それなら「万象諷詠」とすべきだと、痛烈に虚子を批判した。
大野林火は「虚子の自然（花鳥）傾倒は虚子の悟道でもあった。」（『現代俳句大辞典』明治書院）という。
「秋風や花鳥諷詠人老いず」（久保田万太郎）、「朴落葉大地に花鳥諷詠詩」（稲畑汀子）は花鳥諷詠の讃歌である。
「はぐれたる花鳥諷詠のほとゝぎす」（加藤郁乎）は批判とも考えられる。「誰が為に花鳥諷詠時鳥」（京極杞陽）は批判のように考えられているが、杞陽特有の滑稽味を演出した句であり、虚子を信奉して花鳥諷詠に徹した杞陽が批判したとは考えにくい。